# Список портов Таллина
Список морских портов Таллина составлен на основе Регистра портов Транспортного департамента Эстонии и информации с официального сайта Вооружённых сил Эстонии. Последовательность портов в списке основана на движении с запада на восток Таллина. В административных границах Таллина имеется 16 портов, 15 из которых расположены на материке и один — на острове Аэгна. 6 портов принадлежат государству, 8 находятся в частной собственности и 2 — в муниципальной собственности. 
- Порт Какумяэ
- Порт Меэрузе
- Порт Беккера
- Порт погранохраны
- Русско-Балтийский порт (порт Балтийского судоремонтного завода)
- Порт Пальяссааре
- Порт Лахесуу
- Порт Хундипеа
- Минная гавань (Мийнисадам)
- Порт Ноблесснер
- Лётная гавань (Леннусадам)
- Рыбная гавань (Каласадам)
- Батарейная гавань (Патарейсадам)
- Ванасадам (Старый порт)
- Порт Пирита
- Порт яхт-клуба «Калев»
- Порт Аэгна